# Ясениця (Островський повіт)
Ясениця (пол. Jasienica) — село в Польщі, у гміні Острув-Мазовецька Островського повіту Мазовецького воєводства.
Населення — 516 осіб (2011).
У 1975-1998 роках село належало до Остроленцького воєводства.

## Демографія
Демографічна структура станом на 31 березня 2011 року:
|          | Загалом | Допрацездатний вік | Працездатний вік | Постпрацездатний вік |
| -------- | ------- | ------------------ | ---------------- | -------------------- |
| Чоловіки | 254     | 47                 | 172              | 35                   |
| Жінки    | 262     | 57                 | 137              | 68                   |
| Разом    | 516     | 104                | 309              | 103                  |